# Saint-André-d'Hébertot
Saint-André-d'Hébertot is een gemeente in het Franse departement Calvados (regio Normandië) en telt 390 inwoners (1999). De plaats maakt deel uit van het arrondissement Lisieux.

## Geografie
De oppervlakte van Saint-André-d'Hébertot bedraagt 9,7 km², de bevolkingsdichtheid is 40,2 inwoners per km².
De onderstaande kaart toont de ligging van Saint-André-d'Hébertot met de belangrijkste infrastructuur en aangrenzende gemeenten.

## Demografie
Onderstaande figuur toont het verloop van het inwonertal (bron: INSEE-tellingen).
Vanwege een beveiligingsprobleem met de MediaWiki Graph-software is het momenteel niet mogelijk deze grafiek weer te geven. Zodra de software is bijgewerkt zal de grafiek vanzelf weer zichtbaar worden.

## Geboren
- Nicolas-Louis Vauquelin (1763-1829), chemicus

## Galerij

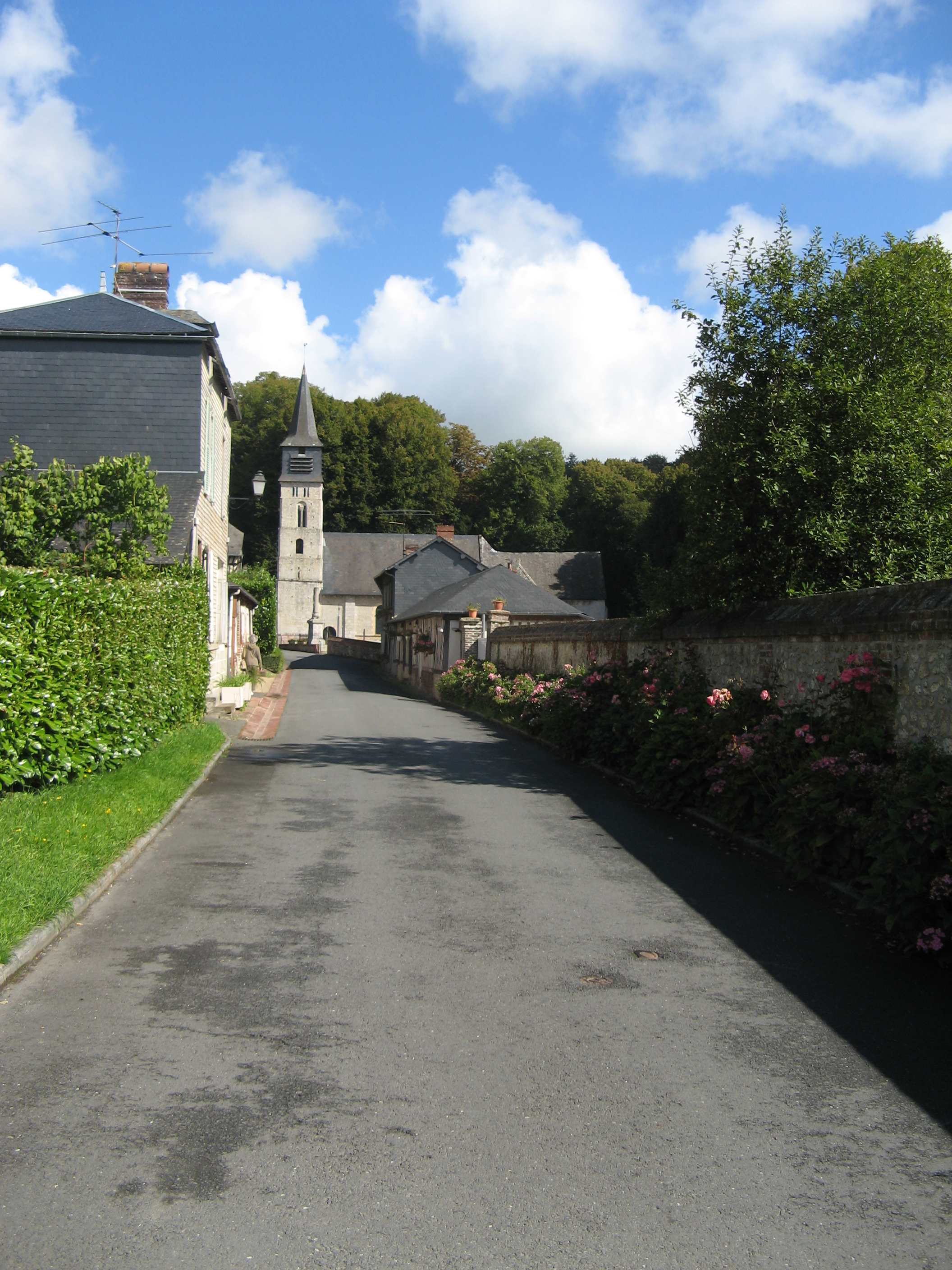
Saint-André-d'Hébertot
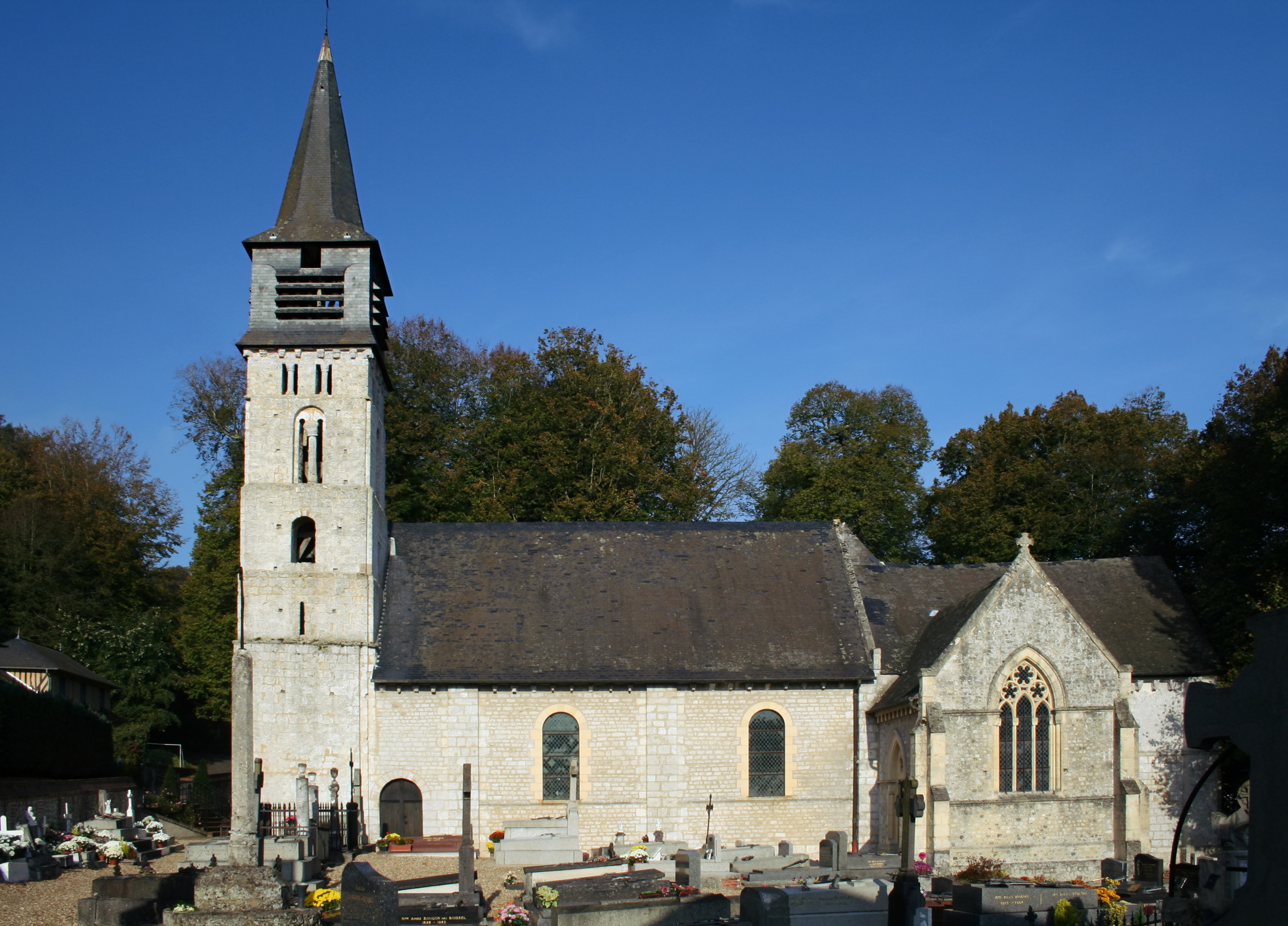
Kerk van Saint-André-d'Hébertot